# Ruseski Buttress
Ruseski Buttress (englisch für Ruseski-Pfeiler) ist ein vorspringender Felssporn im westantarktischen Marie-Byrd-Land. Er ragt entlang der Nordseite der Wisconsin Range in den Horlick Mountains auf, wo er das südliche Portal zum Perkins Canyon bildet.
Der United States Geological Survey kartierte ihn anhand eigener Vermessungen und mittels Luftaufnahmen der United States Navy zwischen 1959 und 1960. Das Advisory Committee on Antarctic Names benannte ihn 1962 nach Leutnant Peter P. Ruseski (1929–2015) von der US-Navy, der zur Besetzung der Byrd-Station im antarktischen Winter 1958 gehört hatte.